# Вулиця Ольги Юровської
Ву́лиця О́льги Юро́вської — вулиця в Голосіївському районі міста Києва, місцевість Віта-Литовська. Пролягає від Бродівської вулиці до кінця забудови (озеро).

## Історія
Вулиця виникла на початку 2010-х років під проектною назвою Лінія 6. Сучасна назва на честь української співачки Ольги Юровської — з 2011 року.